# Mai Murakami
Mai Murakami (村上茉愛?, Murakami Mai; Sagamihara, 5 agosto 1996) è un'ex ginnasta giapponese, vicecampionessa mondiale all around nel 2018.
È specializzata al corpo libero, dove ha vinto il bronzo alle Olimpiadi di Tokyo 2020 e l'oro ai Mondiali del 2017.

## Carriera senior

### 2012-2013
Mai Murakami debutta come senior nel 2012, ma non viene convocata per le Olimpiadi di Londra.
L'anno seguente partecipa ai suoi primi Campionati mondiali (Anversa 2013), terminando al quarto posto la finale al corpo libero. 

### 2014-2015
Nel 2014 partecipa ai Pacific Rim classificandosi quarta con la squadra, nona nell'all around, sesta al corpo libero e settima alle parallele e alla trave. Prende poi parte ai Campionati mondiali di Nanning 2014, dove la squadra giapponese termina all'ottavo posto.
Ai Mondiali di Glasgow 2015 si mette in evidenza migliorando le sue prestazioni che le fruttano il sesto posto nel concorso individuale, mentre con il Giappone conclude in quinta posizione il concorso a squadre. 

### 2016
Viene selezionata per far parte della nazionale giapponese alle Olimpiadi di Rio de Janeiro 2016, classificandosi al quarto posto nella gara a squadre; inoltre, ha raggiunto la finale del concorso individuale, piazzandosi in 14ª posizione, e la finale al corpo libero, dove è giunta settima.

### 2017
Ai Mondiali di Montréal 2017 si laurea campionessa del mondo al corpo libero, precedendo la statunitense Jade Carey e la britannica Claudia Fragapane: questo è il primo titolo mondiale vinto da una ginnasta giapponese in 63 anni, in quanto Keiko Tanaka vinse la medaglia d'oro alla trave nel 1954. Raggiunge anche la finale alla trave, rimanendo però ai piedi del podio, dietro la tedesca Tabea Alt. 

### 2018
A marzo vince la medaglia d'argento all'American Cup dietro la campionessa del mondo in carica Morgan Hurd.
Ai successivi campionati di Doha 2018 diventa vicecampionessa mondiale individuale dietro la statunitense Simone Biles e davanti l'altra statunitense Morgan Hurd; guadagna inoltre una medaglia di bronzo al corpo libero, dietro le stesse Hurd e Biles.

### 2019
Nel 2019 vince la medaglia di bronzo all'American Cup, dietro Leanne Wong e Grace McCallum. Non viene poi selezionata per i Mondiali di Stoccarda 2019 a causa di un problema alla schiena.

### 2021
Nel 2021, in seguito ai Campionati nazionali giapponesi, viene inclusa nella squadra olimpica, insieme alle compagne Hitomi Hatakeda, Aiko Sugihara e Hiraiwa Yuna.
Il 25 luglio gareggia nelle Qualificazioni aiutando la squadra giapponese ad accedere alla finale con l'ottavo punteggio; individualmente si qualifica per la finale all-around e per la finale al corpo libero, oltre ad essere la seconda riserva per la finale al volteggio.
Il 27 luglio il Giappone partecipa alla finale a squadre, dove migliora la propria prestazione terminando al quinto posto.
Il 29 luglio Murakami partecipa alla finale all around terminando al quinto posto.
Il 2 agosto conclude la sua Olimpiade con la finale al corpo libero, dove vince la medaglia di bronzo a pari merito con Angelina Melnikova. Questa è la prima medaglia olimpica vinta dal Giappone nella ginnastica artistica femminile dalle Olimpiadi del 1964.